# Dragon Quest IX : Les Sentinelles du firmament
Dragon Quest IX : Les Sentinelles du firmamentドラゴンクエストIX 星空の守り人 (Dragon Quest IX: Hoshizora no Mamoribito) est un jeu vidéo de rôle (RPG) développé par Level-5 et édité par Square Enix sur Nintendo DS. Il sort le 11 juillet 2009 au Japon, et la sortie européenne du jeu a lieu le 23 juillet 2010, quelques jours après la sortie américaine (11 juillet 2010). Il s'agit du neuvième épisode de la série Dragon Quest, très populaire au Japon, et du premier épisode conçu pour une console portable.
Dans un univers médiéval fantastique, le héros a pour tâche de protéger les mortels des monstres et du mal. Il accomplit des quêtes, utilise des objets et des armes, et augmente sa puissance par le combat. Le système des vocations autorise plusieurs stratégies possibles pour réussir les défis proposés. Le jeu se distingue par une durée de vie élevée, et va bien au-delà de l'histoire principale.

## Trame

### Synopsis
L'Observatoire est le foyer de l'Yggdrasil, le grand arbre du monde, ainsi que des Célestelliens, des êtres chargés par le Tout-Puissant de surveiller et de protéger le monde des mortels. D'après la légende, quand les fyggs sacrées pousseront enfin sur les branches de l'Yggdrasil, un train doré céleste du nom d'Orion Express viendra chercher les Célestelliens pour les emmener au royaume du Tout-Puissant. Dans le but de faire pousser les fyggs, les Célestelliens recueillent depuis la nuit des temps la bienveillessence, matérialisation de la reconnaissance des humains, et l'offrent au grand arbre du monde. Mais aujourd'hui, alors que les fyggs sont sur le point de naître, une histoire incroyable va se dérouler, au cours de laquelle les Célestelliens vont plus que jamais partager le sort de leurs mortels protégés.

### Histoire
Depuis toujours, dans les cieux, du haut de l'Observatoire, des anges ailés nommés Célestelliens veillent sur les mortels, dans le but de recueillir la reconnaissance de ces derniers sous forme d'une substance appelée bienveillessence. En effet, celle-ci est nécessaire à l'accomplissement d'une prophétie : lorsque l'Yggdrasil, l'arbre immense couronnant l'Observatoire, aura reçu assez de bienveillessence, il produira des fruits, les fyggs, qui permettront aux Célestelliens de rejoindre le Tout-Puissant dans son royaume. Quand le joueur commence l'histoire, l'Yggdrasil est sur le point de donner ses fruits.
Le joueur incarne un jeune Célestellien sous la tutelle de son maître, Aquila, qui l'initie à la dure tâche de Gardien de Chérubelle et de ses habitants. Un jour, alors que le joueur vient de récolter une bienveillessence, Aquila lui demande de faire son rapport au commandant Apodis, le Célestellien suprême. Ce dernier lui demande alors d'apporter lui-même la bienveillessence à l'Yggdrasil. Cette bienveillessence permet la pousse des fyggs, et Apodis et Aquila viennent admirer l'événement, convaincus que la prophétie s'enclenche lorsque l'Orion Express, un train doré divin, descend du ciel. Mais alors qu'il s'approche de l'Observatoire, l'Orion Express est frappé par un gigantesque rayon violet. Le train, brisé, chute dans le Protectorat, le royaume des mortels. Les fyggs sont arrachées et tombent également, ainsi que le joueur impuissant.
Le joueur se réveille à Chérubelle, le village dont il est le Gardien, et il est hébergé par Bérangère qui tient l'auberge du village. À ce moment-là, il se rend compte qu'il a perdu ses ailes et son auréole, et qu'il est anormalement visible aux yeux des mortels. Cependant, il conserve certains pouvoirs, comme voir les fantômes des défunts. Le joueur apprend rapidement que le rayon n'a pas épargné le Protectorat : outre une augmentation du nombre des monstres, Chérubelle se remet d'un tremblement de terre qui a bloqué le Col, l'unique passage entre Chérubelle et le reste du Protectorat. Durant ses tentatives pour trouver un autre passage, le joueur découvre la locomotive éteinte de l'Orion Express. Plus tard, il rencontre Stella, une petite fée qui devient son guide et sa compagne de voyage. Selon elle, il faut récolter beaucoup de bienveillessence pour remettre en marche l'Orion Express. Ainsi, le joueur est amené à aider la ville d'Ablithia, terrorisée par le mystérieux chevalier Karbon, qui s'avère être un chevalier en quête de sa bien-aimée et de son royaume, puis à assister le Docteur Flegming dans le sauvetage de la ville de Bacilli, qui est menacée par un virus mortel, provoqué par un démon. Le joueur rencontre aussi brièvement Séréna, le fantôme d'une femme qui cherche quelque chose.
L'Orion Express démarre enfin grâce à la bienveillessence, et Stella en prend les commandes. De retour à l'Observatoire, le commandant Apodis informe le joueur de la gravité de la situation : de nombreux Célestelliens sont tombés la nuit où le rayon violet a frappé, comme le joueur, et ceux qui sont partis dans le Protectorat pour retrouver les Célestelliens perdus ou les fyggs ne sont toujours pas revenus (Aquila en fait partie). Apodis se désole de la perte des ailes du joueur, et lui demande ensuite de partir à la recherche des sept fyggs. Au cours de cette mission, le joueur constate avec effroi les conséquences catastrophiques que provoquent les fyggs sur les mortels qui les mangent : en effet, ces fruits magiques ont le pouvoir d'exaucer les souhaits, mais les exaucent souvent de travers. Une fois la moitié du Protectorat fouillée et les sept fyggs en sa possession, le joueur peut à nouveau retourner à l'Observatoire grâce à l'Orion Express, dans l'espoir d'arranger enfin les choses. L'origine du rayon violet est encore inconnue.
Sur le chemin du retour, Aquila apparaît dans l'Orion Express : c'est la première fois depuis le cataclysme du rayon que le joueur le revoit. Il félicite son élève d'avoir retrouvé toutes les fyggs, puis il lui demande de les lui donner pour qu'il les ramène lui-même à l'Observatoire. Le joueur découvre alors qu'Aquila a trahi les Célestelliens : une fois en possession des fyggs, celui-ci s'empresse de les apporter à un sinistre individu chevauchant un gigantesque dragon noir juste à côté du train volant. Le joueur tente d'attaquer Aquila, mais il est impossible à un Célestellien d'attaquer son maître ou tout autre individu supérieur dans la hiérarchie. Défait, il tombe malencontreusement de l'Orion Express attaqué par le dragon noir. Il atterrit dans le village de Dracocardis, où les habitants se montrent très méfiants à son égard, excepté un jeune garçon. Il apprend, au cours de son séjour, l'existence d'un empire maléfique disparu, l'Empire Klenfer, qui commandait un terrible dragon noir nommé Barbarus, tué il y a longtemps. Le joueur parvient aussi à discuter avec l'esprit de Séréna, qui a vécu à Dracocardis dans le passé, et qui lui raconte sa rencontre avec Corvus, un Célestellien, Gardien de Dracocardis, qui fut retrouvé blessé dans son village et qui était traqué par l'Empire Klenfer. Après avoir obtenu les bonnes grâces de Dracocardis, le joueur part à la recherche du Héros des Cieux nommé Grizius, résidant à Kilimagmaro. Ce dernier est lui aussi un dragon, et il a vaincu Barbarus et l'Empire Klenfer avec l'aide d'un guerrier il y a 300 ans. À Kilimagmaro, le joueur apprend que l'Empire Klenfer n'est pas mort lorsque trois de ses soldats viennent attaquer la ville. Après cet événement, il s'allie à Grizius pour se dresser contre le dragon noir, qui n'est autre que Barbarus ressuscité. Ce dernier attaque la ville de Kilimagmaro, dont Grizius est le protecteur. Mais Grizius est trop vieux et ne fait pas le poids face à Barbarus, qui est plus puissant qu'autrefois. Il se sacrifie pour sauver la ville de Kilimagmaro d'une attaque surpuissante du dragon noir, et pendant ce temps-là, le joueur est capturé par l'Empire et se retrouve séparé de Stella.
Emprisonné à la prison impériale de Morteresse, le joueur rencontre Aster, qui s'avère être le vrai conducteur de l'Orion Express : celui-ci provoque une rébellion dans la prison, ce qui permet à tous les prisonniers de s'évader, mais le joueur doit affronter l'un des trois généraux de l'Empire Klenfer ressuscité, le général Mac Assin. Une fois ce dernier vaincu, il retrouve Stella, et s'envole jusqu'à l'Observatoire. De retour dans les cieux, le joueur apprend par Apodis qu'Aquila a ramené les fyggs à l'Observatoire, ce qui détonne avec sa trahison. Apodis lui propose alors de l'assister dans l'accomplissement de la prophétie, maintenant que les fyggs sont récupérées, et ainsi de l'accompagner dans le royaume du Tout-Puissant pour y chercher de l'aide. L'Orion Express transporte Apodis et le joueur jusqu'au royaume du Tout-Puissant. Mais ce dernier ne se trouve pas dans sa salle du trône, et seul un trou témoigne de la portée du rayon violet jusque dans les cieux divins. Consterné, le joueur offre néanmoins les fyggs comme prévu, et une voix le rappelle alors avec Apodis à l'Observatoire, où ils apprennent d'importantes vérités : l'Yggdrasil, le grand arbre du monde, est en réalité Célestelle, la fille du Tout-Puissant. Jadis, le Tout-Puissant a projeté d'éliminer les mortels qu'il considérait comme des êtres cupides, égoïstes et impurs ; Célestelle s'est alors changée en arbre, se condamnant à ne retrouver sa véritable forme qu'avec assez de bienveillessence, contraignant ainsi son père à épargner les mortels pour espérer sauver sa fille. C'est pour cela que le Tout-Puissant a créé l'Observatoire et les Célestelliens. Célestelle demande ensuite au joueur de trouver la source du Mal et de la détruire. De retour sur le territoire de l'Empire Klenfer, le joueur se lance ainsi à l'assaut du palais Lanfair, cœur de l'Empire, et parvient à vaincre sur sa route les deux autres généraux : Mac Hulotte (le sinistre individu qui chevauchait le dragon noir) et Mac Léo. Il arrive à la salle du trône, pour faire face au roi Govin de Klenfer. Il retrouve également Aquila, qui tente d'affronter le roi après lui avoir avoué sa trahison feinte afin d'enquêter sur l'Empire, car celui-ci détiendrait des Célestelliens et serait probablement responsable du cataclysme du rayon violet. Mais Govin est plus fort et le blesse mortellement. Après le combat victorieux du joueur face à Govin, son maître Aquila expire sous ses yeux, et dans ses dernières paroles, il lui demande de délivrer les Célestelliens prisonniers dans le palais Lanfair, dont Corvus, le maître d'Aquila disparu depuis des siècles. L'Empire Klenfer est défait, et le Mal semble enfin être éradiqué, même si personne, pas même le roi Govin, n'a revendiqué le cataclysme du rayon.
Au plus profond des oubliettes du palais, le joueur retrouve tous les Célestelliens, et libère en dernier Corvus dans le cachot le plus isolé. La vérité s'abat alors sur le joueur : Corvus, libéré, avoue être responsable de tous les malheurs arrivés au monde, dont le rayon qui a frappé l'Observatoire, ainsi que le retour de l'Empire Klenfer. Ange déchu, il est devenu surpuissant grâce à sa haine, et a revêtu une apparence démoniaque. Son objectif est simple : éradiquer les mortels, vils et cupides, ainsi que les Célestelliens les protégeant, et détruire le Tout-Puissant, responsable de la situation. Maître de son maître, le joueur ne peut lever la main sur Corvus, et celui-ci le neutralise. Il s'échappe du palais Lanfair, puis part à la conquête du royaume du Tout-Puissant avec le dragon noir Barbarus encore en vie. À son réveil, l'esprit de Séréna retrouve le joueur et lui raconte comment Corvus s'est fait capturer par l'Empire jadis à la suite d'une trahison du maire de Dracocardis, alors que Séréna était prête à tout pour le protéger car il était blessé : c'est depuis cet événement que Corvus a sombré dans la rancœur. Soutenu par Apodis et Célestelle, le joueur doit affronter Corvus avant qu'il ne détruise le monde. Mais pour pouvoir le faire, il doit donc devenir un être mortel à part entière, car il est impossible à un Célestellien de combattre un supérieur : il mange alors une huitième fygg, nourrie par la reconnaissance de tous les mortels que le joueur a aidés depuis le début de son périple. Après avoir vaincu les trois généraux ressuscités une seconde fois, il retrouve l'ange déchu au sommet du royaume du Tout-Puissant, complètement transformé par Corvus. À la suite d'une première défaite, ce dernier abandonne lui aussi ses origines célestelliennes, et entame une phase de métamorphose en un effroyable démon. Après avoir battu Barbarus, le joueur fait face à nouveau à Corvus, boss final de l'aventure. À la suite de la défaite de l'ange déchu, le joueur assiste aux retrouvailles entre Corvus et Séréna, venue lui raconter la vérité sur les événements passés à Dracocardis il y a des siècles : Corvus se rend alors compte que Séréna ne l'a jamais trahi, et il retrouve ainsi sa forme célestellienne d'antan. Le rôle des Célestelliens arrive à son terme, Célestelle étant libérée, et tous sont emmenés au Royaume du Tout-Puissant par Célestelle, comme la prophétie le promettait. Le joueur, qui n'est plus un Célestellien depuis qu'il a mangé une fygg, est obligé de vivre désormais parmi les mortels et doit faire ses adieux à Aster et Stella, du moins provisoirement...

### Personnages
Comme dans les précédents épisodes de la série Dragon Quest, le joueur attribue lui-même le nom du héros, qui est un(e) jeune apprenti(e) Célestellien(ne). Pour la première fois dans la série, le joueur doit créer le physique du héros. Ainsi, taille, couleur de cheveux, coupe de cheveux, sexe, visage et couleur des yeux sont paramétrables en début d'aventure. Les vêtements, visibles dans le jeu, permettent encore plus de personnalisation.
Le joueur peut aussi au cours de son aventure créer des personnages alliés, jusqu'à un total de 3, pour se constituer une équipe et battre plus facilement ses adversaires. Ces personnages n'ont aucune influence sur le scénario du jeu, et n'apparaissent pas dans les cinématiques.
De nombreux personnages importants soutiennent le héros dans son aventure, et apparaissent dans l'ordre suivant :
- Aquila : Un maître Célestellien dont le héros est l’élève. C'est un homme sérieux et sévère qui a tendance à agir seul.
- Bérangère : Une jeune mortelle positive, qui est douée pour tenir les auberges.

- Apodis : Le Célestellien suprême. Il est très sage et généreux, et ne quitte jamais l'Observatoire.

- Stella : Une jeune fée qui devient le guide et compagnon de voyage du héros au début de l'aventure.
- Séréna : Le fantôme désespéré d'une jeune femme qui erre dans le Protectorat à la recherche de Corvus, un Célestellien.

- Grizius : Un vieux dragon blanc, anciennement connu sous le nom de «Héros des cieux», et protégeant la ville de Kilimagmaro. Il est l'ennemi de toujours de Barbarus et de l'Empire Klenfer.
- Aster : Le capitaine de l'Orion Express.

- Célestelle : La fille du Tout-Puissant. Elle s'est sacrifiée et a choisi de devenir l'arbre Yggdrasil pour sauver les mortels du courroux de son père.

D'autres personnages alliés aident le héros en lui offrant des services utiles pendant l'histoire et après :
- Tulipe : Une fille enjouée qui a un don incomparable pour repérer les qualités des gens. Elle met son talent à bon emploi pour présenter au joueur de nouveaux compagnons.

- Al Embic : Un étrange pot avec des ailes et doué de parole. Il permet de faire de l'alchimie pour créer de nouveaux objets.

- Vanda : Envoyée par le Cercle des restaurants, auberges et bars au Havre des aventuriers, elle est responsable du service de vente par correspondance de Dragon Quest IX, la VPC DQ.

- Paona : La seule Célestellienne qui a la possibilité d'ouvrir un trans-portail, permettant au joueur de profiter du mode multijoueur.

Enfin, outre les monstres, des personnages ennemis se dressent contre le héros :
- Barbarus : Un dragon noir au service de l'Empire Klenfer. Il est connu pour son conflit avec Grizius, son ennemi juré, il y a longtemps.
- Général Mac Assain : Un combattant brutal d'apparence porcine, commandant de la prison de Morteresse de l'Empire Klenfer.
- Général Mac Hulotte : Un mage à la forme d'un homme-oiseau (proche d'un hibou). Il s'agit d'un chef sadique et cruel qui n'hésite pas à tuer ses propres hommes.
- Général Mac Léo : Épéiste ressemblant à un homme-léopard, il protège son roi Govin dans l'espoir d'affronter des adversaires dignes de ce nom.
- Le roi Govin de Klenfer : À la tête de l'Empire portant son nom, c'est un tyran cruel qui a cherché jadis à amener le monde sous l'emprise de son empire.
- Corvus : Le Gardien de Dracocardis et le professeur d'Aquila, enfermé depuis des siècles dans les cachots de l'Empire Klenfer, et vouant une haine au monde. Il s'agit du boss final de l'aventure.

Le monde de Dragon Quest IX est gouverné par un dieu, le Tout-Puissant Zénus, surnommé le Grand Architecte. Il séjourne seul dans son royaume au-dessus des nuages. Au commencement, il a créé le monde, les êtres vivants et les mortels. Il n'apparaît pas directement dans le jeu.

## Univers
Dragon Quest IX se déroule dans un univers médiéval-fantastique, principalement dans le Protectorat (le monde des humains) constitué de 5 continents anonymes. En plus du Protectorat, il existe dans les cieux l'Observatoire (le foyer des Célestelliens) et le royaume du Tout-Puissant. Le héros, suivi de ses compagnons, a une liberté de mouvement totale, à pied, en bateau ou avec l'Orion Express, disponible seulement à la fin du jeu. Depuis Dragon Quest VIII, les monstres sont visibles dans l'espace, les villes sont agrandies et la carte de l'écran supérieur représente la région et non le monde, comme ce fut le cas auparavant.

### Géographie
Le Protectorat se structure en 5 continents, séparés par des détroits et deux mers (plus un gigantesque océan qui englobe le Protectorat), et reprend les caractéristiques du monde réel, avec montagnes, forêts, rivières et villes.
Le continent du nord-ouest, où le climat est globalement uniforme et tempéré, est partagé entre la région de Chérubelle, le royaume d'Ablithia, la région plicatoise, la région de Bacilli et la forêt de Valmort. Le continent du sud-ouest, dominé par l'imposant volcan du Pahoehoe, comprend la région de Dracocardis, avec son canyon, ainsi que les régions de Dracoda, de Dracala, de Dragoula et de Dracollum. Le continent du sud-est, scindé en deux par un bras de mer, est composé du désert d'Aridi d'une part, et du golfe de Rivesall, de la région de Pontaudy, des plaines de l'Exil, de la côte de l'Exil, de l'Hydrîle et de la région de Finefleur d'autre part. Le continent du nord-est, où le climat est plutôt hostile avec des steppes, des terres glacées et des contrées de ténèbres, regroupe l'Omérie, Névéa, la côte névéane, la côte pairoise, les marécages d'Urdus, les steppes d'Iluugazar, le mont Ulzuun, le mont Ulbaruun, la côte de Khaalag, les falaises d'Altis et l'empire Klenfer. Le dernier continent, au centre du Protectorat, est le plus petit et se limite à l'île Neuvie.
Le relief dominant est la plaine, où le héros peut se déplacer librement. Les chaînes de montagnes sont nombreuses, et sont infranchissables par voie terrestre. L'Orion Express permet de survoler tous les reliefs, ainsi que les océans.

### Villes, villages et lieux
Il existe 11 villes dans le Protectorat, de taille plus ou moins importante :
- Chérubelle : Village isolé géographiquement, connu pour sa cascade aux eaux miraculeuses.
- Ablithia : Ville la plus importante du continent du nord-ouest. On y trouve le Havre des Aventuriers.
- Le Plicata : Situé dans la région plicatoise et construit autour d'un arbre gigantesque aux fleurs roses.
- Bacilli : Ville connue pour ses épidémies.
- Port Echep : Unique port de l'Ile Neuvie.
- Pontaudy : Ville accueillant les exilés du monde entier. C'est là que réside Zac Amédai, le pirate en quête de mini-médailles.
- Finefleur : Ville des fleurs possédant un port.
- Ouadi : Capitale du désert d'Aridi.
- Batsureg : Ville des steppes constituée de yourtes.
- Dracocardis : Village modeste chargé depuis des temps oubliés de la garde du canyon voisin.
- Kilimagmaro : Ville dressée sur les flancs du Pahoehoe et isolée du reste du monde. Lieu de résidence du Héros des Cieux.

Chaque ville ou village présente systématiquement une église et une auberge, ainsi que des magasins d'objets, d'armes ou d'armures. Il est possible d'interagir avec les villageois et d'y obtenir des quêtes.
À ces villes et villages s'ajoutent d'autres lieux importants, qui sont l'Abbaye des Vocations, Rivesall, le Pic Lata, l'école Saint-Sévaire, la Morteresse et le Palais de Lanfair. Ces différents lieux, ainsi que les villes précédemment listées, sont accessibles par Téléportation (ou grâce à une Aile de chimère). Aucun monstre n'y vit, du moins en surface.
Il existe enfin des lieux mineurs, non accessibles par la Téléportation, et envahis par des monstres, qui sont essentiellement des cavernes, des tours ou des villes abandonnées.

### Dans une ville
Durant son aventure, le héros est amené à découvrir des villes et des villages, qui offrent selon leur taille de nombreux services.
Dans toutes les villes se trouve un édifice religieux : l'église. Dans une église, le joueur peut sauvegarder sa progression et voir combien de points d'expérience il lui manque avant d'atteindre le niveau suivant. D'autres services sont possibles, comme la résurrection. À l'instar des églises, les auberges sont systématiquement présentes dans une ville. Elles permettent au joueur de régénérer ses Points de Vie et ses Points de Magie. L'auberge d'Ablithia (le Havre des Aventuriers) est une auberge particulière, car il est possible d'y pratiquer l'alchimie, de recruter des membres d'équipe, ou de déposer des pièces d'or dans une banque. Enfin, des magasins sont également disponibles, et offrent au joueur la possibilité d'acheter ou de vendre des objets, des armes ou des pièces d'équipement.
D'autres bâtiments existent, comme des châteaux. De plus, chaque ville possède la statue de son Gardien.

## Système de jeu
Le jeu devait normalement être un A-RPG mais, après que les fans eurent protesté contre ce changement, les développeurs se sont ravisés et sont revenus à un système de tour par tour. Pour la seconde fois dans un Dragon Quest, il est possible de voir les ennemis sur la carte, : les combats aléatoires ont été supprimés. C'est le premier épisode jouable en coopération (jusqu'à 4 joueurs) via LAN,. Il est possible de créer son propre personnage, ainsi que ses armes. Au Japon, à la sortie du jeu, et pour l'année qui suit, l'éditeur s'est engagé à sortir, une fois par semaine, une quête annexe sous forme de contenu téléchargeable,.

### Généralités
Le jeu suit un modèle classique de RPG, où le joueur suit une quête principale, à savoir l'histoire du jeu, tout en progressant par l'amélioration de ses caractéristiques. La qualité du personnage se mesure globalement à son niveau, variant de 1 à 99, lequel est lié à une vocation, à savoir une classe de combat (Guerrier, Mage ou Troubadour par exemple). En plus de gagner des niveaux, le joueur peut choisir avec justesse son arme et son équipement, composer une équipe idéale, acquérir ou fabriquer par l'alchimie des objets, etc. Les quêtes secondaires (indépendantes de la quête principale), les combats et l'exploration sont les principaux vecteurs de progression, car ils permettent l'acquisition d'expérience et de pièces d'or.
Le joueur (et son équipe) ne peut obtenir de l'expérience que par des combats victorieux. L'expérience permet le passage à un niveau supérieur. Le joueur qui gagne un niveau voit systématiquement ses statistiques augmenter (la Force et la Puissance magique par exemple), lesquelles conditionnent par leurs valeurs la puissance du joueur. Ce dernier apprend éventuellement un nouveau sort, et il peut maîtriser une nouvelle aptitude (ou un autre bonus) via des points de compétence,,.
À la suite d'un combat victorieux, le joueur (et son équipe) obtient toujours de l'or. Il peut également en obtenir dans des coffres ou en vendant des objets. L'or est utile dans les magasins (d'objets, d'armes ou d'armures) présents dans les villes pour acheter des objets et des équipements. L'or est nécessaire également pour dormir dans une auberge. Une banque apparaît au cours de l'aventure (la Banque du Trésor de l'Arc-en-ciel à Ablithia) pour protéger l'or du joueur, celle-ci n'acceptant que les unités de mille.

### Combat
Le système de combat est au tour par tour. Les membres de l'équipe, que le joueur a préalablement créés et/ou recrutés, peuvent être contrôlés par le joueur ou directement par l'intelligence artificielle,. Les actions du personnage principal (le héros) sont définies obligatoirement par le joueur. Il s'agit pour ce dernier, au cours d'un combat, d'éviter à tout prix de voir ses Points de Vie (PV) descendre à 0, tout en cherchant à diminuer ceux de l'adversaire (un ou plusieurs monstres). Lors d'un combat, le joueur (et son équipe) dispose d'une grande variété d'actions. Outre la faculté de fuir le combat ou d'examiner l'adversaire, le joueur peut effectuer, tout comme ses équipiers, une attaque simple, mais il peut également lancer des sorts, invoquer des aptitudes apprises, ou encore utiliser des objets aux effets variés,. Il est aussi possible de se défendre pour mieux encaisser une attaque adverse.
Les sorts dépendent de la vocation du combattant (le joueur ou l'un de ses alliés),, et coûtent toujours des Points de Magie (PM) au lanceur. Il existe notamment des sorts offensifs, baissant les PV adverses, comme des sorts de soin, régénérant les PV alliés. D'autres sorts permettent aussi d'améliorer les caractéristiques d'un allié, ou d'altérer ceux d'un ennemi. Le combattant peut également utiliser une aptitude apprise (sous certaines conditions) quelle que soit sa vocation, contrairement aux sorts. Une aptitude est une technique de combat, utilisant parfois des PM, et ayant un effet particulier sur la cible, comme des dégâts, de la peur, ou de la régénération. Par ailleurs, le joueur peut utiliser les objets (huit au maximum) qu'il possède sur lui. Enfin, le combattant peut produire deux coups spéciaux en combat : le coup critique et le coup de grâce. Le coup critique arrive de façon aléatoire, et affecte positivement l'action du combattant : par exemple, si le joueur place un coup critique durant une attaque simple, son attaque produira beaucoup plus de dégâts. Le coup de grâce, quant à lui, est disponible à certains moments, et constitue une sorte d'action ultime, propre à chaque vocation. Quand toute l'équipe produit son coup de grâce simultanément, un "co-op de grâce" se déclenche.
Les bonus d'enchaînements existent durant les combats, augmentant de plus en plus la puissance des actions de l'équipe au fur et à mesure que les combos s'élèvent,.
À l'issue d'un combat victorieux, le joueur gagne de l'expérience, des pièces d'or, et éventuellement un objet ou un équipement. À l'issue d'un combat perdu, qui équivaut à la mort de l'ensemble de l'équipe, celle-ci réapparaît dans l'église où la dernière sauvegarde a été effectuée : le joueur perd alors la moitié des pièces d'or qu'il transportait lors de sa mort.

### Vocations
Dans Dragon Quest IX, comme dans Dragon Quest III et Dragon Quest VI, existent les vocations. Elles sont réparties en 12 classes dont 6 sont disponibles dès le début de l'aventure, et 6 sont à obtenir par des quêtes,,. Une vocation conditionne le style de combat du joueur, le rendant plutôt fort, magicien, soigneur ou défensif. Chaque vocation apporte des sorts spécifiques,, et permet l'apprentissage de certaines techniques de combat,. L'Abbaye des Vocations est le lieu pour changer de vocation,.
Les 12 vocations sont les suivantes, les 6 premières étant celles disponibles dès le début de l'aventure :
- Guerrier : Le plus puissant au combat, il combat courageusement et a une force redoutable[6]. Il peut s'équiper d'une épée, d'une lance, d'un poignard et d'un bouclier.

- Prêtre : L’expert des soins magiques et des sorts de protection[6]. Il peut s'équiper d'une lance, d'une baguette, d'un bâton et d'un bouclier.

- Mage : Le spécialiste des sorts offensifs[6]. Il peut s'équiper d'une baguette, d'un poignard, d'un fouet et d'un bouclier.

- Artiste martial : Le maître de la tension, il est également très fort et rapide[6]. Il peut s'équiper d'un éventail, de griffes, d'un bâton, et combattre à mains nues.

- Voleur : Un combattant polyvalent qui est également un dépouilleur et un découvreur de trésors[6]. Il peut s'équiper d'un poignard, d'une épée, de griffes, et combattre à mains nues.

- Troubadour : Il est capable de soutenir ses compagnons et est en plus un combattant polyvalent[6]. Il peut s'équiper d'une épée, d'un fouet, d'un éventail et d'un bouclier.

- Gladiateur : Un féroce combattant qui couvre de coups l'adversaire. Il peut s'équiper d'une épée, d'une hache, d'une masse, et combattre à mains nues.

- Paladin : Un soldat polyvalent capable de soigner, soutenir ses alliés et combattre. Il peut s'équiper d'une lance, d'une baguette, d'une masse et d'un bouclier.

- Armagicien : Un utilisateur de la puissance capable d'augmenter les statistiques de ses alliés et de baisser celles de l'adversaire. Il peut s'équiper d'une épée, d'une baguette, d'un arc et d'un bouclier.

- Ranger : Un combattant soigneur qui exploite les forces de la nature. Il peut s'équiper d'une hache, d'un arc, d'un boomerang, et combattre à mains nues.

- Sage : Un magicien capable de lancer des sorts d'attaque et de soin. Il peut s'équiper d'une baguette, d'un arc, d'un boomerang et d'un bouclier.

- Sommité : Un combattant polyvalent qui dispose des aptitudes les plus farfelues. Il peut s'équiper d'un fouet, d'un éventail, d'un boomerang et d'un bouclier.

### Statistiques d'un personnage
Suivant sa vocation et son niveau, le héros (et chaque membre de son équipe) a des statistiques précises, qui conditionnent l'ensemble de ses actions, notamment au combat. Les armes, les pièces d'armures et les accessoires offrent des bonus pour certaines statistiques. Toute statistique varie de 0 à 999 (limite infranchissable). Des objets particuliers (les graines, un type par statistique) permettent d'atteindre les valeurs maximales.
Ainsi, quasiment l'ensemble des capacités d'un combattant sont condensées en 9 statistiques :
- Force : Conditionne la puissance brute d'attaque physique du combattant.
- Agilité : Contrôle la rapidité d'action du combattant durant un tour de combat.
- Vitalité : Constitue la résistance brute physique du combattant.
- Adresse : Régit de nombreuses capacités, comme la capacité d'esquiver une attaque, ou de dérober un objet à l'adversaire.
- Charme : Permet occasionnellement de subjuguer un ennemi, lui faisant rater son tour.
- Soins magiques : Conditionne la puissance thérapeutique du combattant.
- Puissance magique : Conditionne la puissance d'attaque magique du combattant.
- PV max : Nombre maximal de Points de Vie détenus par le combattant.
- PM max : Nombre maximal de Points de Magie détenus par le combattant.

À ces 9 statistiques s'ajoutent 3 statistiques avancées :
- Attaque : Regroupe la Force, ainsi que les bonus octroyés par l'arme portée, et éventuellement d'autres pièces d'équipement. Constitue la véritable puissance d'attaque physique du combattant.
- Défense : Regroupe la Vitalité, ainsi que les bonus octroyés par l'équipement porté. Constitue la véritable résistance physique du combattant.
- Style : Regroupe le Charme, ainsi que les bonus octroyés par l'équipement porté. Constitue le véritable charme du combattant.

### Habits et armement
Pour augmenter ses statistiques et maîtriser certaines techniques de combat, ou tout simplement constituer des tenues élégantes et personnelles, le joueur a accès à une multitude d'armes, de vêtements, d'armures et d'accessoires (plus de 1000 en tout),.

#### Armes
Pour combattre les monstres sur sa route, le joueur peut s'équiper d'une arme achetée dans un magasin ou récupérée durant ses pérégrinations. Il existe dans le jeu une myriade d'armes possibles, qui se répartissent en 12 grandes catégories :
- Les épées : Il s'agit de la catégorie d'armes la plus classique et la plus courante du jeu. Les guerriers, les voleurs, les troubadours, les gladiateurs et les armagiciens peuvent s'en équiper.
- Les poignards : Les guerriers, les mages et les voleurs peuvent s'en équiper.
- Les fouets : Lors d'une attaque normale, le combattant inflige des dégâts à un groupe d'adversaires. Les mages, les troubadours et les sommités peuvent s'en équiper.
- Les griffes : Les artistes martiaux et les voleurs peuvent s'en équiper.
- Les haches : Les gladiateurs et les rangers peuvent s'en équiper.
- Les boomerangs : Lors d'une attaque normale, le combattant inflige des dégâts à tous les adversaires. Les rangers, les sages et les sommités peuvent s'en équiper.
- Les lances : Les guerriers, les prêtres et les paladins peuvent s'en équiper.
- Les baguettes : Elles permettent une régénération des Points de Magie. Les prêtres, les mages, les paladins, les armagiciens et les sages peuvent s'en équiper.
- Les bâtons : Les prêtres et les artistes martiaux peuvent s'en équiper.
- Les éventails : Les artistes martiaux, les troubadours et les sommités peuvent s'en équiper.
- Les masses : Les gladiateurs et les paladins peuvent s'en équiper.
- Les arcs : Les armagiciens, les rangers et les sages peuvent s'en équiper.

Pour extraire d'une catégorie d'arme les bonus et les aptitudes associés, le combattant doit y placer des points de compétence, jusqu'à accéder à une maîtrise totale autorisant la manipulation de l'arme en dehors des vocations prédestinées. Certaines armes ont des suppléments, comme la possibilité d'endormir un ennemi, lancer des flammes, ou attaquer deux fois d'affilée. L'alchimie permet la conception des armes les plus puissantes du jeu.

#### Équipement
Le joueur peut s'équiper de pièces d'armure et de textile, achetées dans les magasins ou obtenues au cours de l'aventure, afin d'augmenter sa résistance ou son charme. Le nombre de pièces d'équipement est important, et permet au joueur de tester des associations vestimentaires variées,. La vocation et le genre limitent le port de la plupart des équipements.
L'équipement se décompose en 6 catégories : les boucliers, les couvre-chefs, les bustes, les équipements aux bras, les équipements aux jambes, et les chaussures. Les boucliers permettent de parer aléatoirement des attaques. Les guerriers, les prêtres, les mages, les troubadours, les paladins, les armagiciens, les sages et les sommités peuvent s'équiper d'un bouclier. Chaque pièce d'équipement est visible dans le jeu, notamment durant les combats et les cinématiques.
Certains équipements ont des suppléments, comme la protection contre certains effets nocifs. L'alchimie permet de fabriquer des vêtements et des armures puissantes. Il existe enfin des pièces d'équipement dites "maudites", qui ne peuvent pas être enlevées directement par le joueur, et qui l'empêchent d'agir durant les combats.

#### Accessoires
L'accessoire est un bijou (bague, collier, bracelet...), un tatouage, une médaille, ou un autre petit objet. Le combattant ne peut porter qu'un seul accessoire, qui est invisible dans le jeu contrairement aux pièces d'équipement qui apparaissent sur le combattant. Chaque accessoire a un effet particulier, comme augmenter une statistique, ou protéger d'un effet néfaste. Les accessoires sont achetables en magasin, peuvent être gagnés dans la nature ou sur des monstres, ou être conçus par alchimie. Il existe des accessoires dits "maudits", qui sont impossibles à retirer directement par le joueur une fois équipés, et entravent ses actions durant les combats.

### Objets
Au cours de son aventure, le joueur amasse de nombreux objets. Les objets se séparent en deux familles : les objets courants et les objets importants. Les objets importants ne peuvent être ni achetés, ni vendus, ni abandonnés. Ils ne se trouvent ni dans les magasins, ni sur les monstres, et n'existent qu'en un seul exemplaire. Les objets importants sont le plus souvent des objets de quête, que le joueur perd une fois la quête achevée. Les objets courants, quant à eux, sont les plus abondants. Ils peuvent avoir des effets particuliers, et peuvent être utilisés en combat ou ailleurs. Les objets courants peuvent être achetés ou vendus dans les magasins, gagnés sur des monstres vaincus, ramassés dans la nature, ou fabriqués par alchimie. Beaucoup d'objets ont une utilité purement alchimique, et permettent de concevoir d'autres objets. Chaque membre de l'équipe peut posséder au maximum 8 objets courants sur lui. Tous les autres objets courants sont contenus dans le sac, qui peut accueillir 99 exemplaires d'un même objet au maximum.
Certains objets courants se détachent cependant des autres :
- Les graines : Il existe pour chaque statistique (Force, Adresse...) une graine associée, qui augmente légèrement et durablement la statistique du consommateur.
- Les parchemins : À l'issue de quêtes, le joueur peut acquérir un parchemin. Le porteur d'un parchemin reçoit de celui-ci une aptitude supplémentaire, ou un bonus de combat.
- Les minis médailles : Une mini médaille n'a aucune utilité en soi, mais le capitaine Zac Amédai offre des récompenses si le joueur lui en rapporte.
- Le sifflet d'Aster : Il s'agit d'un objet qui s'obtient à l'issue d'une quête après la fin de l'histoire principale. Il permet d'appeler l'Orion Express.

### Quêtes
La quête dite principale est l'histoire du jeu, qui a une durée de vie de plus de 40 heures. En plus de cette quête principale, il existe 180 autres quêtes secondaires (120 quêtes classiques et 60 quêtes disponibles par wi-fi). Une quête secondaire n'influe pas la quête principale. Les 60 quêtes supplémentaires (via wi-fi) sont sorties sous forme de DLC dans l'année suivant la sortie du jeu, avec une quête par semaine,.
Généralement, le héros accepte une quête de la part d'un PNJ, directement ou via un écrit. Une quête consiste à réaliser un objectif précis, sous certaines conditions. Il peut s'agir de vaincre un certain nombre d'un monstre donné à l'aide d'une attaque précise, ou encore de rapporter un objet particulier,. Si le héros réussit une quête secondaire, il reçoit une récompense, le plus souvent un objet. Le héros dispose d'un temps illimité pour accomplir sa quête secondaire.

### Cartes au trésor et antres
Au cours de son aventure, le joueur a la possibilité de trouver des cartes au trésor, qui donnent accès à des antres en indiquant leur localisation. Il en existe deux types :
- Les cartes classiques : L'antre associé est un donjon[1] souterrain de plusieurs niveaux du haut vers le bas, contenant des monstres et des coffres au trésor[5]. Chaque antre est différent des autres, et offre une difficulté croissante au fur et à mesure de la descente. Au fond de l'antre se trouve un boss à vaincre[1], qui donne alors une autre carte au trésor[5].
- Les cartes spéciales : L'antre associé est une unique pièce souterraine, sans monstres ni coffres, et dans laquelle se trouve directement le boss. Les boss en question sont particuliers (les "legacy boss"), car ils sont issus d'anciens Dragon Quest[4] (entre autres, Lord Dragon du premier opus, Baramos du troisième, Nimzo du cinquième, Meurtor du sixième, Orgodémir du septième ou encore Raphtorne du huitième).

## Développement du jeu

### Fiche technique
- Producteur : Ryutaro Ichimura
- Game Designer : Yuji Horii
- Scénariste : Yuji Horii
- Musique : Kōichi Sugiyama
- Character Designer : Akira Toriyama

### Choix, difficultés et nouveautés
Le neuvième épisode de la série Dragon Quest a permis aux développeurs du jeu de secouer certaines traditions en introduisant des aspects inédits pour la saga, comme le mode multijoueur. Ces tentatives de donner un nouveau souffle à la série, tout en contentant les joueurs attachés aux traditions, a été le principal problème lors du développement. Le résultat final est un jeu Dragon Quest très classique dans sa structure, avec les menus et les bruitages habituels, tout en s'appuyant sur des rajouts innovants pour séduire de nouveaux joueurs : outre le multijoueur, qui constitue la principale originalité, s'ajoutent l'alchimie et la grande quantité de quêtes secondaires et de donjons, conférant à Dragon Quest IX une durée de vie sans précédent pour la saga.
Face à un grand nombre de supports possibles, Dragon Quest IX est réalisé sur la console portable Nintendo DS, et non sur une console de salon. C'est la première fois qu'un épisode de Dragon Quest est conçu sur cette console. Le choix de la Nintendo DS a limité la mémoire disponible. De plus, les développeurs regrettent l'absence d'une bande-son symphonique véritable via la DS. Le choix de la DS, alors que les opus de la saga sortent traditionnellement sur console de salon, s'explique par la grande popularité de cette console à l'époque.
Initialement, Square Enix envisage un système de combat en temps réel, en action-RPG. Cependant, à la suite des protestations et des craintes des fans de la série, ce projet ne se concrétise pas, et le classique système en tour par tour est finalement choisi,. Dans une interview de l'IG Magazine, Yuji Horii a expliqué une autre raison du retour au système tour par tour : des premiers tests peu concluants, ainsi que la volonté de rendre visible les actions des joueurs dans le mode multijoueur. Par ailleurs, Dragon Quest IX ne reprend pas le principe des combats aléatoires, et les monstres apparaissent dans l'environnement à l'écran. De plus, contrairement aux anciens épisodes de la saga, les combattants ne sont plus alignés durant les combats, mais se déplacent pour amener du dynamisme,.
Dans une interview du game designer Yuji Horii par jeuxactu.com en mai 2010, Horii a déclaré qu'il avait ressenti une pression importante durant le développement de Dragon Quest IX, car il s'agissait de faire mieux que les anciens opus pour conquérir les joueurs.

### Graphismes
L'élaboration des graphismes a été réalisée par l'équipe Level-5. La majeure partie du jeu est en 3D, dont le héros, son équipe, ainsi que les personnages principaux. Des éléments de l'univers et les PNJ peu importants sont en 2D.
L'aspect visuel du jeu, notamment les cinématiques, est jugé excellent sur une Nintendo DS.

### Musiques
Le compositeur des musiques de Dragon Quest IX est Kōichi Sugiyama, présent depuis le tout premier épisode de la saga. Sugiyama réalise des compositions orchestrales, et crée une musique par type de lieu (villages, châteaux, et autres), ou pour transmettre une émotion précise.

### Multijoueur
Dragon Quest IX offre, pour la première fois de la saga, la possibilité de jouer en multijoueur. Il s'agit d'un mode local. Dans son monde, l'hôte peut accueillir jusqu'à trois invités.
Pour jouer en multijoueur, le joueur doit se rendre au Havre des Aventuriers, l'auberge d'Ablithia, et discuter avec Paona. Ainsi, il est possible d'accueillir d'autres joueurs dans son monde, ou de visiter le monde d'un autre joueur. La quête principale peut être avancée en multijoueur, mais seul l'hôte bénéficie de l'avancée dans l'histoire, et les invités, de retour dans leur monde, ne voient aucune modification de leur propre quête. En multijoueur, l'hôte peut rappeler les invités à lui en cas de problème, et l'expérience gagnée durant les combats est répartie en défaveur des joueurs de plus bas niveau pour assurer un équilibre de progression.

### Attente
Le jeu Dragon Quest IX était très attendu au Japon, d'autant plus qu'il succédait à Dragon Quest VIII, qui avait été une réussite. La saga Dragon Quest bénéficie d'une grande notoriété au Japon,, car considérée comme une pionnière dans le jeu vidéo RPG, et cette célébrité tend à sortir de l'archipel nippon.
Dans le reste du monde, le jeu a joui d'une forte campagne publicitaire de la part de Nintendo.
L'année de sortie initialement prévue pour Dragon Quest IX au Japon était 2007. Cette année de sortie a été décalée en 2008, puis le mois de mars 2009 a été annoncé pour la sortie du nouvel opus au Japon. La sortie a finalement lieu le 11 juillet 2009. Les Européens ont attendu mai 2010 avant de connaître la date de sortie en Europe, à savoir le 23 juillet 2010. Quant aux États-Unis, la sortie a eu lieu  le 11 juillet 2010.

## Accueil

### Critique

#### Critique générale
jeuxvideo.com juge Dragon Quest IX comme étant l'épisode le plus complet de la saga, tout comme Puissance Nintendo qui salue l'évolution de la saga Dragon Quest avec ce neuvième opus. Le magazine japonais Famitsu a accordé la note 40/40 à Dragon Quest IX : il s'agissait lors de sa notation du dixième jeu obtenant la note maximale,. Selon Destructoid, ce neuvième opus est le meilleur jeu DS de l'année 2010. Eurogamer.net encense la sincérité et la simplicité de Dragon Quest IX, à l'image du reste de la série, et s'émerveille des messages de paix véhiculés constamment,. Cependant, jeuxactu.com regrette chez Dragon Quest IX la perte de l'appel de l'aventure, l'un des points forts de la saga, en raison notamment de l'absence de personnages principaux construits, et ce afin de permettre l'élaboration d'une équipe entièrement par le joueur.
Gamekult déplore les possibilités décevantes de création du physique du héros (peu de choix, attraits physiques laids), ainsi que jeuxvideo.com qui reproche une création limitée, tout comme jeuxactu.com. Puissance Nintendo reconnaît les limites de la personnalisation des personnages, mais approuve la nuance occidentale apportée. L'occidentalisation générale de la saga est appréciée par Destructoid.
jeuxactu.com révèle la présence de contenu plutôt vieilli. De même, le système de menu est jugé archaïque par GameSpot, notamment lors d'achats dans les magasins, mais GameSpot reconnaît la qualité de l'interface d'équipement des personnages. Nintendo Life énonce une critique plus positive, en considérant la jouabilité générale et le système des menus comme intuitifs.
Gamekult mentionne l'absence de plusieurs slots de sauvegarde. De même, jeuxvideo.com regrette l'unique slot de sauvegarde disponible. Toutefois, grâce aux nombreux détails stockés sur la cartouche, Destructoid souligne que chaque ville ne ressemble à aucune autre.
jeuxactu.com mentionne la fadeur de certaines quêtes secondaires, en accord avec Gamekult qui critique leur aspect répétitif. Pour Destructoid, les quêtes secondaires demandent trop de patience et de temps au joueur.

#### Critique de l'histoire
Les Inrockuptibles saluent la narration travaillée du jeu, et jeuxvideo.com trouve l'histoire proposée par Dragon Quest IX passionnante. Néanmoins, le scénario semble décousu pour certains, avec de nombreux arcs narratifs. Selon Gamekult, il peut s'agir de favoriser le mode multijoueur. L'impact négatif du mode multijoueur sur l'histoire principale est également pointé du doigt par jeuxactu.com, qui considère l'aventure en solo moins marquante que dans les anciens opus, bien que toujours prenante. De même, IGN trouve l'histoire du jeu ternie par l'apparition d'une dimension multijoueur, d'autant plus que les personnages alliés du héros (que le joueur crée) n'ont aucun ancrage dans l'histoire ou le scénario.

#### Critique de l'image et du son
L'IG Magazine ovationne la qualité visuelle et musicale de Dragon Quest IX. jeuxvideo.com valide la grande qualité des graphismes, surtout sur le support de la Nintendo DS, ainsi que Destructoid qui considère Dragon Quest IX comme le plus beau jeu 3D de la console portable. Les Inrockuptibles soulignent l'écart entre la qualité des cinématiques du jeu Final Fantasy XIII, sorti en 2009, et la sobriété chez Dragon Quest IX, qui n'est pas déplaisante. De par la grande diversité des décors et des animations, rendant uniques chaque lieu et chaque monstre, le neuvième opus réalise une remarquable performance visuelle selon Nintendo Life. En revanche, tout en saluant une excellente 3D, Gamekult note la perte de fluidité qui en découle pendant les déplacements. En outre, jeuxactu.com dénonce des ralentissements fréquents. De même, Eurogamer.net note la présence de ces ralentissements qui ternissent le plaisir de l'exploration, tout comme Nintendojo lorsque beaucoup de personnages sont à l'écran.
Selon Nintendo Life, la musique est demeurée dans la continuité de la série Dragon Quest, et réussit à soutenir l'ambiance durant le jeu. Destructoid trouve la musique globalement moins remarquable que dans les précédents opus, tout en restant de qualité. jeuxvideo.com apprécie les compositions musicales de Kōichi Sugiyama, même si les musiques de combat sont de moins bonne qualité que les autres épisodes de Dragon Quest. Les musiques du jeu sont de bonne qualité, même si la musique de combat n'est pas la meilleure d'après Gamekult. Quant aux bruitages, GameSpot apprécie les effets sonores classiques toujours aussi efficaces.

#### Critique du système de combat
IGN estime le système de combat du jeu trop traditionnel. jeuxactu.com trouve les combats peu captivants et moins rapides par rapport aux opus précédents, même si le mode multijoueur peut amener à des combats intéressants face à des boss puissants. En revanche, Gamekult se plaint d'un problème de rythme dans les combats, dû aux déplacements des combattants.
La possibilité de jouer avec les boutons ou avec le stylet ne fait pas l'unanimité : selon Gamekult, l'usage du stylet est à éviter durant les combats. C'est également l'avis de jeuxvideo.com, ainsi que de Nintendojo qui trouve l'intégration de l'écran tactile au gameplay de mauvaise qualité.

#### Critique du mode multijoueur
Gameblog encense le mode multijoueur. IGN valide le mode multijoueur qui donne une pleine liberté de mouvement à l'hôte comme aux invités. D'ailleurs, jeuxvideo.com, tout en applaudissant la qualité de l'aventure en solo, considère le mode multijoueur proposé comme la touche finale qui complète le jeu. Cependant, jeuxvideo.com déplore que le multijoueur n'inclut pas de dimension on-line. De plus, Gamekult trouve un manque d'ergonomie dans l'accès au mode multijoueur, et Nintendojo n'est pas convaincu par l'aspect multijoueur, les joueurs étant souvent pénalisés au niveau de l'expérience ou du scénario.

### Ventes

#### Au Japon
Sorti en juillet 2009 au Japon, le jeu se vendit cette année à plus de 4 millions d'exemplaires, devenant le jeu le plus vendu de 2009 dans l'archipel. En décembre 2009, Dragon Quest IX a atteint les 4,15 millions d'exemplaires vendus, battant dès lors le record de 4,14 millions d'exemplaires vendus de l'opus Dragon Quest VII. Fin 2010, le neuvième opus s'est hissé à 4,3 millions d'exemplaires au Japon. Dès les premières 48 heures suivant sa sortie, Dragon Quest IX s'était déjà écoulé à 2,3 millions d'exemplaires selon le magazine nippon Famitsu, survolant le record de 2004 de Dragon Quest VIII avec ses 2 237 000 exemplaires vendus.
La sortie du neuvième opus de Dragon Quest a augmenté notablement le nombre de consoles Nintendo DS vendues au Japon : la semaine de la sortie du jeu, la console s'est vendue à 126 786 exemplaires, contre 51 601 exemplaires la semaine précédente.

#### Dans le monde
Fin décembre 2010, le jeu Dragon Quest IX s'est déjà vendu dans le monde à 5,3 millions d'exemplaires,, dont 190 000 exemplaires en France seulement 4 mois après sa sortie.
La traduction française du jeu est soignée,.

## Postérité

### Suite symphonique
Comme pour les précédents opus, Kōichi Sugiyama a fait jouer les musiques du jeu Dragon Quest IX par un véritable orchestre, afin de constituer un album. L'orchestre qui a eu la charge d'interpréter les compositions du neuvième épisode est l'Orchestre symphonique métropolitain de Tokyo.

### Luida's Bar
Le 28 janvier 2010, à la suite du succès du jeu Dragon Quest IX au Japon, un bar reprenant l'univers de Dragon Quest a ouvert ses portes à Tokyo, dans le quartier de Roppongi. Ce bar est nommé "Luida's Bar" en référence au Havre des Aventuriers, une auberge du monde de Dragon Quest IX tenue entre autres par Luida (plus connue sous le nom de Tulipe en France). À l'instar de l'auberge du jeu, où les joueurs se retrouvent en multijoueur via le mode sans fil, le Luida's Bar cherche à rassembler les joueurs dans la vraie vie.
Le bar reprend dans sa décoration l'univers médiéval-fantastique avec des objets et des figurines de la saga. La nourriture proposée cherche le plus possible à rappeler Dragon Quest, avec des gâteaux en forme de monstres ou d'armes présents dans la série de jeux, ainsi que des boissons dont les noms proviennent des sorts de l'univers. Les serveuses sont déguisées avec des habits de Dragon Quest IX, et les musiques du jeu sont passées dans le bar. Des informations relatives à la saga Dragon Quest sont parfois dispensées dans le Luida's Bar.